# Can Miralbell
Can Miralbell és un edifici construït al segle xix situat al carrer Ample del municipi de Blanes (Selva). És una obra inclosa en l'Inventari del Patrimoni Arquitectònic de Catalunya.

## Descripció
És un edifici de quatre plantes entre mitgeres amb decoració d'esgrafiats rectangulars als marges de la façana. La planta baixa està adaptada al comerç i té la porta d'accés desplaçada i reduïda a la dreta. El primer pis consta de tres obertures balconades amb esgrafiats decoratius a la part superior. El segon pis també té decoració esgrafiada, encara que més vistosa i complexa. D'esquerra a dreta els elements decoratius són un llibre, una arada i un caduceu. La separació entre el segon i el tercer pis està format per una senzilla cornisa. El tercer pis té un seguit de set arcades enfinestrades de mig punt. Tots els balcons tenen a la part inferior, visible des del carrer, decoració ceràmica amb motius florals.

## Història
Casa senyorial de reconeguts dels notaris i metges Miralbell documentada des del segle xviii. Entre els balcons del primer pis trobem la inscripció esgrafiada següent: “In melius protracta” i “Anno Domini MCMXLIX”, fruit de la restauració d'Isidre Puig el 1949. A la llinda de la finestra dreta del primer pis existeixen restes de la data i un escut esculpits. Hi ha una figura equina i la data 1623.